# 花尾緋鯉
花尾緋鯉為輻鰭魚綱鱸形目鱸亞目鬚鯛科的其中一種，分布西印度洋區，從厄利垂亞至南非海域，棲息深度20-99公尺，體長可達13.5公分，生活在礁石區，屬肉食性。